# Orliac-de-Bar
Orliac-de-Bar – miejscowość i gmina we Francji, w regionie Nowa Akwitania, w departamencie Corrèze.
Według danych na rok 1990 gminę zamieszkiwały 234 osoby, a gęstość zaludnienia wynosiła 16 osób/km² (wśród 747 gmin Limousin Orliac-de-Bar plasuje się na 404. miejscu pod względem liczby ludności, natomiast pod względem powierzchni na miejscu 454.).